# Corpus Christi en Carrión de los Condes
La solemnidad del Corpus Christi de Carrión de los Condes (provincia de Palencia) es uno de los acontecimientos más importantes de la ciudad. Es la única celebración de la localidad declarada como Fiesta de Interés Turístico Regional por la Junta de Castilla y León. El principal reclamo de la jornada son las alfombras de hierba y flores que adornan varias de las principales calles, plazas y avenidas de la localidad.

## Fecha
La celebración del Corpus Christi depende de la fecha en la que se celebra la Semana Santa, es decir, de la primera luna llena de la primavera. La fecha tradicional sería el jueves posterior al día de Pentecostés, 60 días después del Domingo de Resurrección, pero en Carrión de los Condes, como en muchas localidades españolas, se conmemora el domingo siguiente a Pentecostés, puesto que en 1989 se produjo un acuerdo del Gobierno con la Conferencia Episcopal Española para trasladar la fiesta a un día festivo.

## Celebración

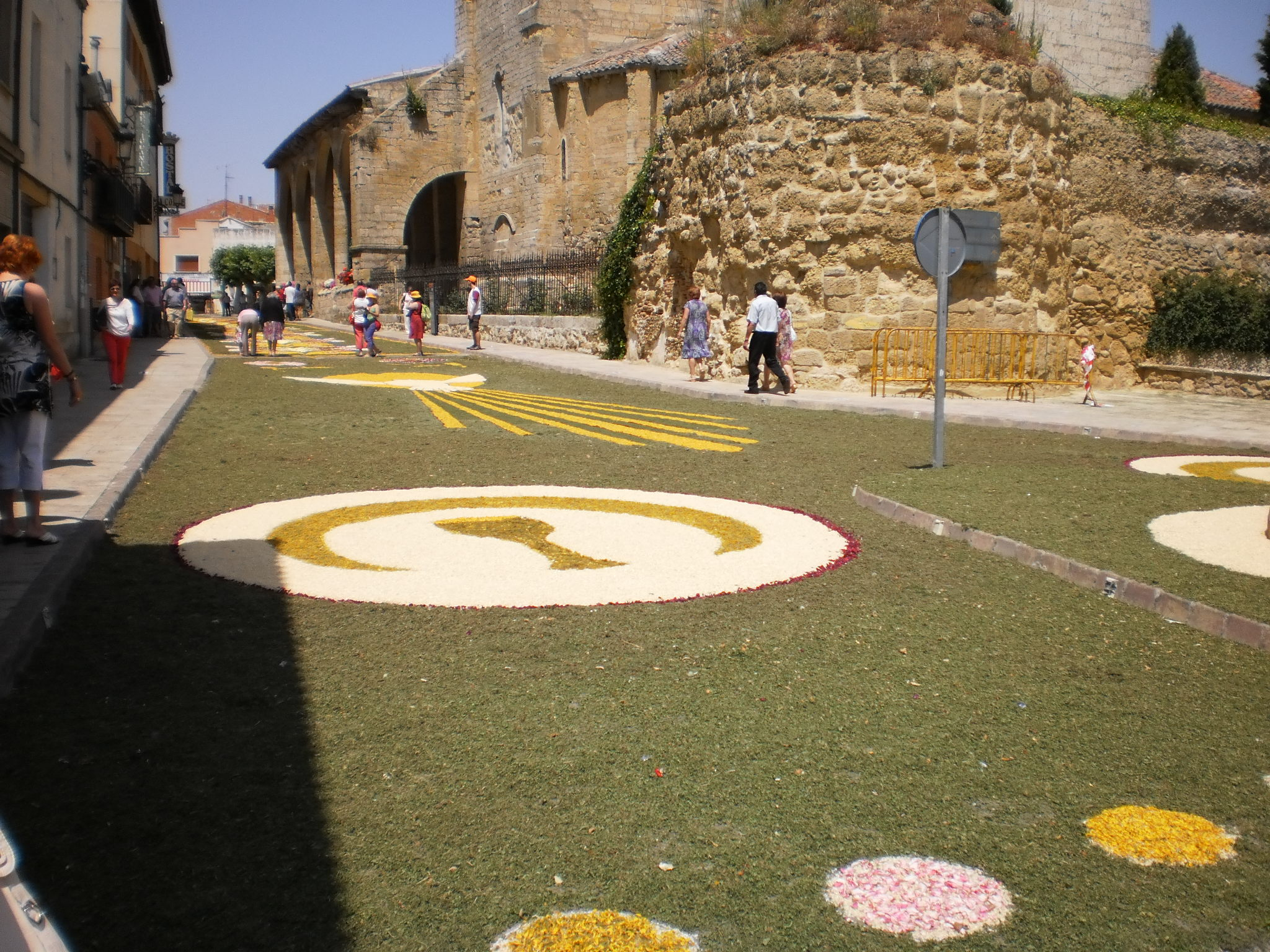
Calle de Santa María decorada con la característica alfombra del día del Corpus de 2011, junto a la iglesia con su nombre.

La fiesta del Corpus es un rito católico que rememora la Solemnidad del Cuerpo y la Sangre de Cristo. Por tanto, dos eventos importantes de esta celebración son la misa que tiene lugar en la iglesia de San Andrés y la procesión, en la que se exhibe una custodia de plata portada en un carro triunfante y en la que participan, entre otros, los niños y niñas que han recibido la primera comunión; las cofradías locales, que muestran sus estandartes y pendones; mujeres con mantilla blanca, la sección de la Adoración Nocturna de Carrión de los Condes, la banda de música de la Agrupación Santa María del Camino, que pone la nota musical al desfile religioso, y las autoridades junto al clero. No obstante, lo que ha hecho más famosa a la celebración carrionesa son las alfombras elaboradas por los vecinos.

## Alfombras
Las alfombras de Carrión de los Condes están construidas con hierba, pétalos de flores y otros materiales, como café, serrín o harina por los habitantes de la localidad, especialmente aquellos que residen en las zonas por las que circula la procesión, que madrugan el día de la celebración para que estén a punto en las primeras horas del domingo, aunque los primeros dibujos se realizan el día anterior y la planificación comienza varias semanas antes. La decoración permanece hasta el paso de la comitiva, que tiene lugar sobre la una de la tarde. Los motivos de las alfombras suelen ser formas geométricas, aunque también hay referencias al Camino de Santiago, puesto que la ciudad es paso de peregrinos que buscan visitar la tumba del apóstol Santiago en la capital gallega, y al mundo católico.

## Recorrido de la procesión

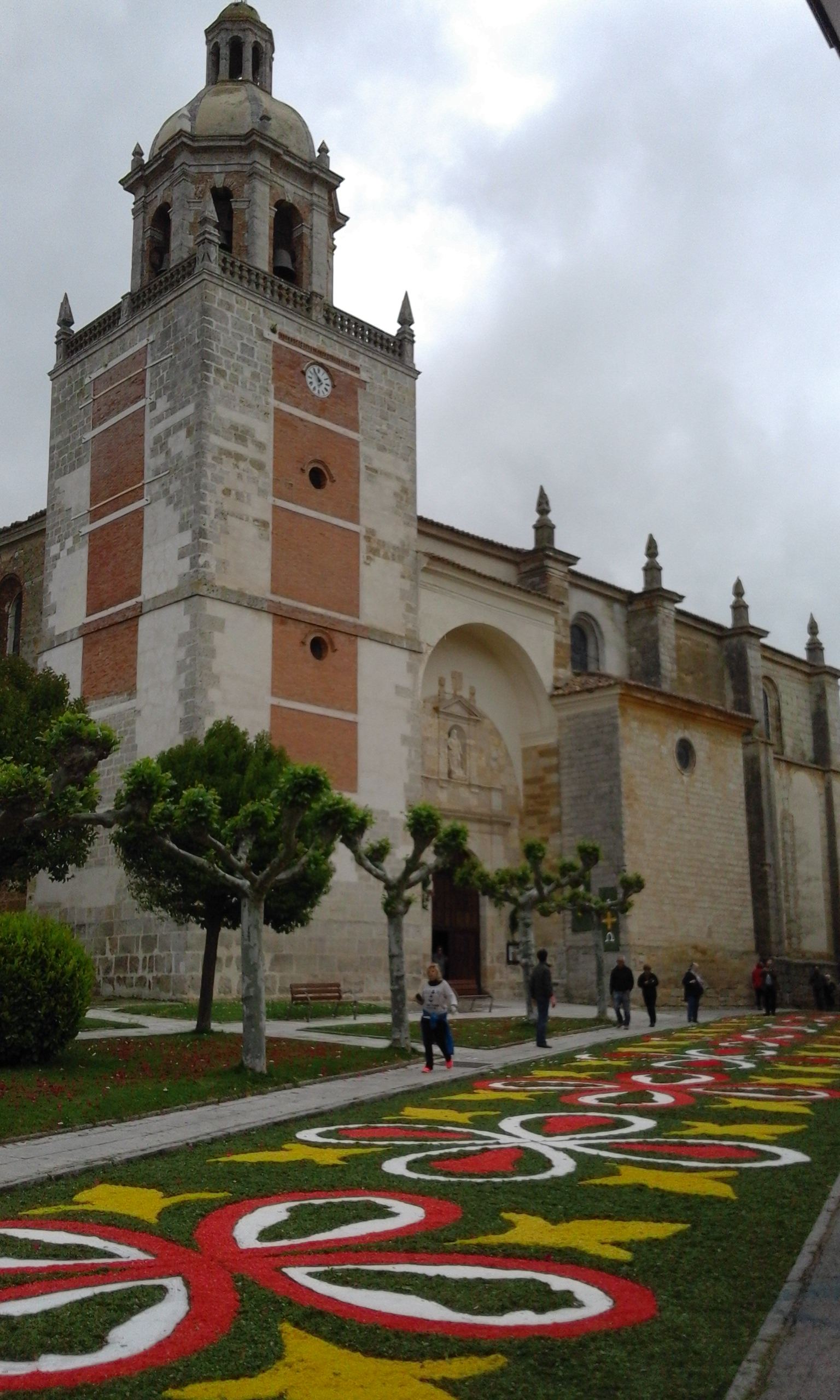
Plaza de San Andrés adornada y de fondo, la iglesia donde se celebra la misa del Corpus.

La procesión parte de la iglesia de San Andrés al finalizar la misa y recorre las siguientes calles:
- Plaza de San Andrés
- Calle de Moisés Santos
- Calle de Esteban Collantes
- Plaza de la Constitución
- Calle de la Rúa, pasando junto al pantocrátor y pórtico de la iglesia románica de Santiago, Bien de Interés Cultural desde 1931.
- Plaza Mayor
- Plaza del Marqués de Santillana
- Calle de Santa María, pasando junto a la casa en la que nació el poeta Íñigo López de Mendoza, Primer Marqués de Santillana
- Plaza de Santa María, dejando a un lado la iglesia románica de Santa María, Bien de Interés Cultural desde 1931.
- Plaza de Piña Merino
- Avenida del Historiador Ramírez de Helguera, donde se sitúa el principal resto de la muralla medieval
- Calle del Obispo Álvarez de Vozmediano
- Plazuela de Belén
- Plaza de San Andrés, donde se sitúa la iglesia de San Andrés, templo donde finaliza la procesión.

En la fiesta del Corpus de 2016, que se celebró el domingo, 29 de mayo, todas las calles citadas anteriormente estuvieron decoradas por alfombras excepto una parte de la avenida del Historiador Ramírez de Helguera y de la calle del Obispo Álvarez de Vozmediano.

## Fiesta de Interés Turístico Regional
La celebración carrionesa del Corpus Christi recibe a un buen número de visitantes, especialmente desde los primeros años del siglo XXI. La Junta de Castilla y León reconoció a la fiesta con la declaración de Fiesta de Interés Turístico Regional. Así apareció publicado en el Boletín Oficial de Castilla y León del 5 de febrero de 2008.